# Saudi Vision 2030
Saudi Vision 2030 (in arabo رؤية السعودية ٢٠٣٠ ruʾyat al-suʿūdiyah alfayn thalāthūn) è un programma strategico promosso dal Regno dell'Arabia Saudita per ridurre la propria dipendenza dal petrolio e diversificare l'economia del paese, sviluppando settori di servizio pubblico come sanità, istruzione, turismo e intrattenimento; gli obiettivi chiave includono il rafforzamento delle attività economiche e l'incremento del commercio internazionale non petrolifero, oltre all'aumento della spesa pubblica in ambito militare.
I primi dettagli del programma sono stati annunciati il 25 aprile 2016 dal principe ereditario Mohammed bin Salman, figlio del re Salmān bin ʿAbd al-ʿAzīz; il consiglio dei ministri ha incaricato il consiglio degli affari economici e dello sviluppo di individuare e monitorare i meccanismi e le misure fondamentali per l'attuazione della Saudi Vision 2030.
Come riportato dal quotidiano The Guardian nel 2021, nonostante l'impegno nel diversificare la propria economia, il budget dell'Arabia Saudita dipendeva ancora per il 75% dall'esportazione di petrolio. Inoltre, nel 2024 è stato denunciato come oltre 21.000 lavoratori siano morti sul lavoro nei progetti parte del programma tra il 2017 e il 2024.

## Panoramica
Le entrate petrolifere rappresentano il 30-40% del PIL reale dell'Arabia Saudita, senza considerare la percentuale dell'economia che dipende anche dalla distribuzione del petrolio. Fin dagli anni '70 del secolo scorso il governo saudita ha avuto, tra i suoi obiettivi, una progressiva diminuzione di questa dipendenza dalle risorse petrolifere. Il petrolio, al pari di altre ricchezze naturali presenti nelle nazioni che dipendono da tali risorse, sono state descritte come la "maledizione delle risorse". Tuttavia, l'attuazione di tale obiettivo di diminuzione si è rivelata instabile e rimane ampiamente dipendente dal prezzo del petrolio. La priorità fondamentale è quella di essere in grado di sviluppare fonti alternative di entrate per il governo, come tasse, commissioni e reddito proveniente dal fondo sovrano. Saudi Vision 2030 presenta elementi di similitudine con altri piani di sviluppo del Medio Oriente, come Kuwait Vision 2035, Egypt Vision 2030 e UAE Vision 2021.
La visione poggia su tre pilastri principali: rendere l'Arabia Saudita il "cuore del mondo arabo e islamico", diventare una potenza di investimento globale e trasformare il paese in un hub di collegamento tra Africa ed Eurasia.
Il piano è supervisionato da un gruppo di persone impiegate presso il Centro nazionale per la misurazione delle prestazioni, l'Unità di consegna e l'Ufficio di gestione dei progetti del Consiglio per gli affari economici e di sviluppo. Il programma nazionale di trasformazione è stato progettato e lanciato nel 2016 in 24 enti governativi.
Saudi Vision 2030 stabilisce obiettivi per la diversificazione e il miglioramento della competitività. È costruito attorno a tre temi principali, che stabiliscono obiettivi specifici da raggiungere entro il 2030:
1. Una società vibrante: urbanistica, cultura e intrattenimento, sport, Umrah, siti patrimonio dell'UNESCO, aspettativa di vita;
2. Un'economia fiorente: occupazione, inclusione delle donne nella forza lavoro, competitività internazionale, fondo per gli investimenti pubblici, investimenti diretti all'estero, esportazioni non petrolifere;
3. Una nazione ambiziosa: entrate non petrolifere, efficacia del governo, e-government, risparmi e reddito delle famiglie, organizzazioni non-profit e volontariato;

## Progetti
Il fondo sovrano dell'Arabia Saudita, Public Investment Fund (PIF), organizza un forum annuale sugli investimenti, la Future Investment Initiative, a Riad. Tuttavia, tra le crescenti polemiche e le crescenti tensioni dovute al presunto coinvolgimento del Regno saudita nell'omicidio di Jamal Khashoggi, molte aziende internazionali si sono ritirate dalla conferenza. Google Cloud, KKR & Co. LP, Ford Motor, JPMorgan Chase, BlackRock, Uber e The Blackstone Group hanno ritirato i nomi dei loro CEO/presidenti dal vertice che si è tenuto il 23 ottobre 2018. Alcuni tra i principali media house, tra cui CNN, Bloomberg, CNBC, New York Times, Fox Business Network, Financial Times, Los Angeles Times e Huffington Post si sono ritirati come partner.

### Programma di trasformazione
Il 7 giugno 2016 il Consiglio dei Ministri ha approvato il Programma Nazionale di Trasformazione, che fissava gli obiettivi e i traguardi da raggiungere entro il 2020. Si trattava della prima di tre fasi quinquennali. Ogni fase deve contribuire al raggiungimento di una serie di obiettivi e traguardi che consentano, progressivamente, al Regno saudita, di raggiungere gli obiettivi finali di Vision 2030. Inoltre, per aiutare il Regno nel finanziamento dei progetti da sviluppare e facilitare il processo di raggiungimento di obiettivi e traguardi, il principe ereditario Mohammad bin Salman ha annunciato, nel gennaio 2016, che avrebbe avuto luogo un'IPO di Saudi Aramco. Tuttavia, solo il 5% della società sarà reso pubblico.
Nel marzo 2019, Aramco ha pubblicato i suoi rendiconti finanziari, rivelando un utile di $ 111,1 miliardi nel 2018.
I due massicci progetti turistici lungo il Mar Rosso pianificati dal governo saudita dovevano essere gestiti sotto la direzione di Richard Branson. L'11 ottobre 2018, Branson ha dichiarato che avrebbe sospeso il suo ruolo di consulente per i due progetti a seguito dell'omicidio di Jamal Khashoggi.  Branson ha anche sospeso i colloqui con il governo saudita sugli investimenti in Virgin Galactic. Ha detto di nutrire "grandi speranze per l'attuale governo del Regno e il suo leader, il principe ereditario Mohammed bin Salman... La scomparsa del giornalista Jamal Khashoggi, se dimostrata vera, cambierebbe chiaramente la capacità di ognuno di noi in Occidente di fare affari con il governo saudita".

### Settore dello spettacolo
Nel maggio 2016 è stata annunciata, con regio decreto, un'Autorità generale per l'intrattenimento, in cui sono stati investiti oltre 2 miliardi di dollari. A Riad, nel maggio 2017. si è tenuto il primo concerto pubblico di musica dal vivo in oltre 25 anni, con la partecipazione del musicista country americano Toby Keith e della cantante saudita Rabeh Sager. Nell'aprile 2017, il governo ha annunciato la creazione di un complesso sportivo, culturale e di intrattenimento di 334 chilometri quadrati (33.400 ettari) ad Al-Qidiya, a sud-ovest di Riad . Il progetto doveva includere un parco a tema Six Flags, la cui apertura era prevista per il 2022.
Nell'ambito di Vision 2030, si è svolta la celebrazione dell'87º anniversario della fondazione del Paese con concerti e spettacoli. Le donne sono state per la prima volta ammesse al King Fahd International Stadium di Riad.
Il 5 marzo 2018, la General Sports Authority ha annunciato una partnership di 10 anni con il promotore di wrestling professionistico americano World Wrestling Entertainment (WWE) per organizzare eventi pay-per-view annuali in Arabia Saudita. Il primo evento, Greatest Royal Rumble, si è tenuto il 27 aprile 2018 al King Abdullah Sports City di Gedda.  A causa delle restrizioni sui diritti delle donne, le interpreti femminili della WWE inizialmente non erano presenti in questi eventi. La prima eccezione si è verificata al Crown Jewel il 31 ottobre 2019, con Lacey Evans e Natalyanel che hanno partecipato al primo incontro di wrestling professionistico femminile tenutosi in Arabia Saudita. Osservando l'abbigliamento tradizionale, entrambe indossavano leggings neri e magliette sopra i body, invece del normale abbigliamento da ring.
L'Arabia Saudita ha revocato la sua moratoria di 35 anni sulla costruzione di nuove sale cinematografiche nel paese, con il primo nuovo teatro, di proprietà di AMC Theatres, la cui apertura era prevista per il 18 aprile 2018 a Riad.
Il 15 dicembre 2018 si è tenuto il primo ePrix del campionato mondiale di Formula E sul circuito semi-permanente (costruito per l'occasione) di Ad Diriyah, gara di esordio della stagione 2018-2019, che ha visto per l'occasione un insieme di eventi collaterali che hanno compreso concerti richiamando star internazionali quali Enrique Iglesias, Jason Derulo, Black Eyed Peas, David Guetta, OneRepbublic, e altri eventi di intrattenimento,  successivamente assimilati dal 2019 al festival invernale noto come Riyadh Season.
Riyadh Season ha compreso vari concerti, eventi di intrattenimento, attrazioni e padiglioni culturali, come il festival di musica elettronica MDLBeast Soundstorm,  e il primo evento ufficiale di Capodanno del paese al Boulevard Riyadh City.
Nel gennaio 2020, l'Arabia Saudita ha svelato i piani per costruire un nuovo circuito da corsa a Qiddiya, progettato dall'ex pilota di Formula 1 Alexander Wurz, con l'obiettivo di ospitare eventi di Formula Uno o MotoGP già nel 2023. Nel novembre 2020, è stato annunciato che un circuito era in fase di sviluppo a Gedda per ospitare, nel 2021, la prima edizione del Gran Premio dell'Arabia Saudita di Formula 1.

### Diritti delle donne
Nell'ambito del suo programma di modernizzazione, il governo saudita ha iniziato ad introdurre modifiche legislative, finalizzate a garantire maggiori diritti alle donne, con l'obiettivo di una futura uguaglianza di genere.
All'inizio del 2017, le scuole statali saudite hanno annunciato che avrebbero offerto lezioni di educazione fisica a ragazzi e ragazze a partire dall'autunno del 2017. Nello stesso anno, è stato annunciato che il Governo saudita avrebbe consentito alle donne di partecipare a eventi sportivi, compresi quelli all'interno degli stadi. Il 26 settembre 2017 è stato emanato un regio decreto, entrato in vigore nel giugno 2018, che ha concesso alle donne il diritto di guidare veicoli. Nell'agosto 2019, sono state revocate le restrizioni di viaggio per le donne.
Tuttavia, non sono mancate le critiche, da più parti, a seguito di episodi che sono parsi mettere in discussione la reale volontà del governo saudita di voler perseguire una effettiva uguaglianza di genere. Nel 2019, l'applicazione web governativa Absher ha attirato l'attenzione dei media ed è stata criticata per aver tracciato gli spostamenti delle donne del regno. L'app, infatti, consentiva agli uomini di gestire digitalmente la vita delle donne, specificando dove e quando una donna poteva viaggiare. La stessa app inviava anche avvisi ai telefoni degli uomini, se una donna usava il suo passaporto al confine. Il Parlamento Europeo e il Congresso degli Stati Uniti hanno condannato l'app, esortando il Regno Saudita ad abolire il suo sistema di tutela dei soli cittadini di genere maschile.
Diversi gruppi per la tutela dei diritti umani hanno affermato che tutti i presunti sforzi governativi di modernizzazione "non sono seri e rientrano nell'ambito delle campagne di mascheramento che si stanno portando avanti". Tale critica è emersa a seguito dell'arresto di una donna di 34 anni, Salma al-Shehab, che è stata condannata a 34 anni di carcere. La donna, studentessa dell'Università di Leeds, si trovava in vacanza in Arabia Saudita dalla fine del 2019. Nel gennaio 2021 è stata arrestata per la sua attività su Twitter, dove seguiva e ritwittava attivisti e dissidenti. Alla fine del 2021 è stata condannata a sei anni di carcere, pena poi aumentata a 34 anni dopo il ricorso. Il tribunale ha anche stabilito un successivo divieto di viaggio di 34 anni, la confisca del suo telefono cellulare e la "chiusura definitiva del suo account Twitter". La sentenza è stata condannata, dai gruppi per la tutela dei diritti umani, come una prova della repressione del dissenso, da parte del principe Mohammed bin Salman.

### Visto turistico
Il 27 settembre 2019 l'Arabia Saudita ha annunciato formalmente l'emissione del visto turistico, che consente ai visitatori di 49 paesi di visitare il paese fino a 90 giorni al costo di $ 80. Il visto può essere ottenuto online (eVisa) o all'arrivo.